# Chinchillidae

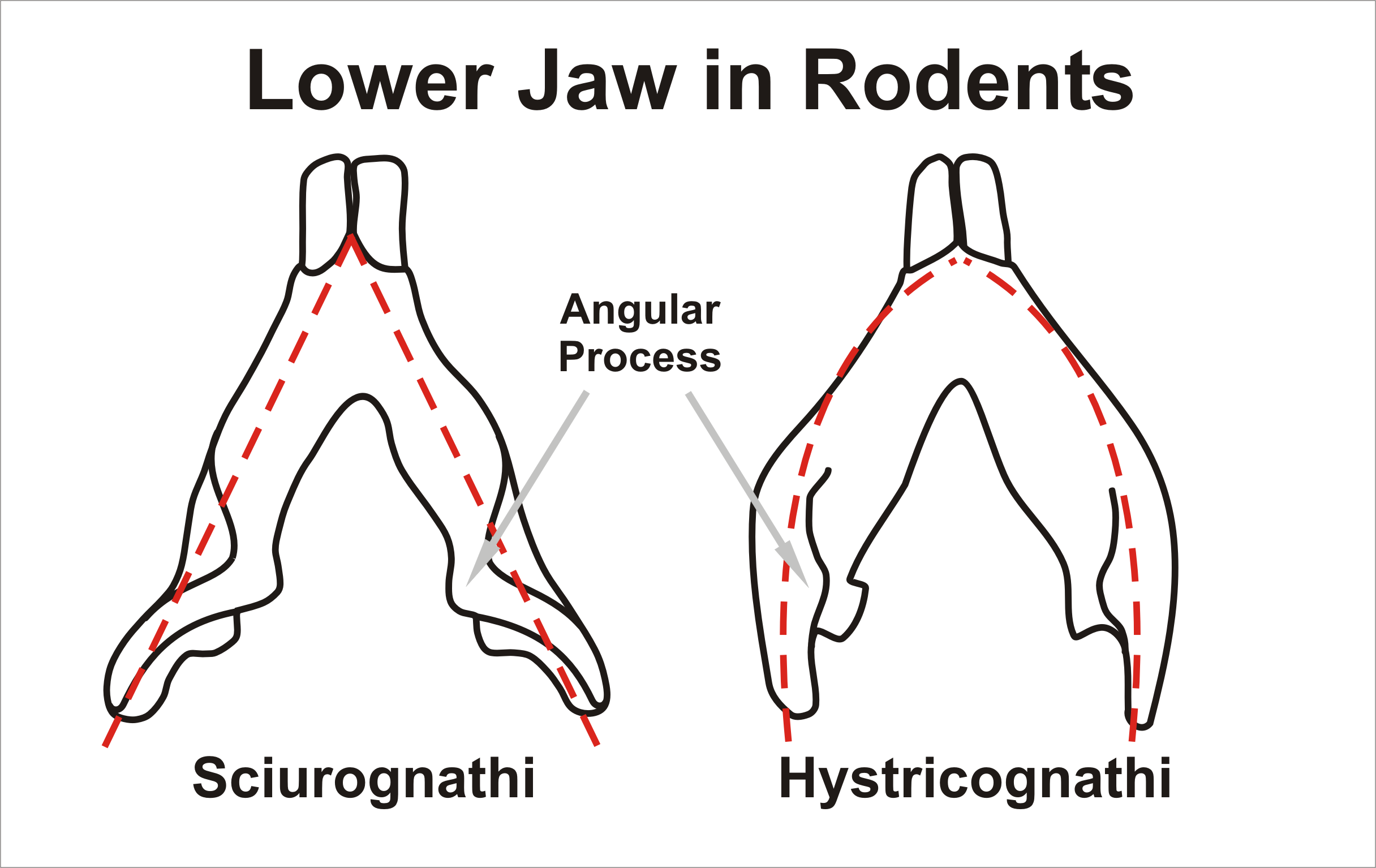
Fig.1

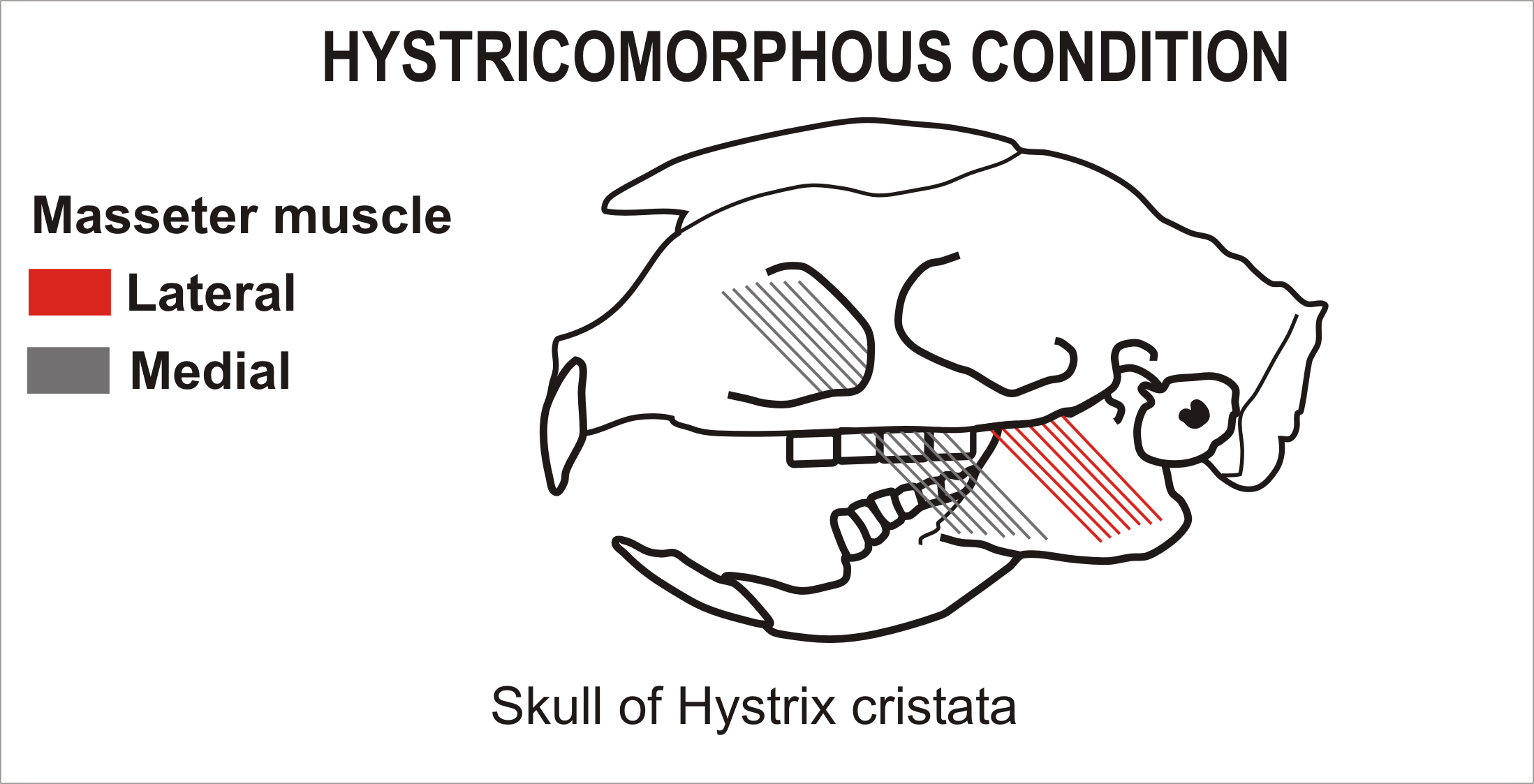
Fig.2

I Cincillidi (Chinchillidae Bennett, 1833) sono una famiglia di roditori istricomorfi a cui appartengono i cincillà e le viscacce.

## Descrizione

### Dimensioni
Si tratta di roditori di grandi dimensioni, con la lunghezza della testa e del corpo tra 225 e 660 mm, la lunghezza della coda tra 75 e 400 mm e un peso fino a 5 kg.

### Caratteristiche ossee e dentarie
Il cranio è allungato e relativamente stretto con una regione inter-orbitale ampia, un rostro lungo e sottile e una scatola cranica di forma variabile tra il tondeggiante e lo squadrato. La mandibola è di tipo istricognato (Fig.1), sebbene priva di creste sotto la dentatura e di un processo angolare poco sviluppato, il foro infra-orbitale è grande, le arcate zigomatiche sono sottili e la disposizione del muscolo massetere è di tipo istricomorfo (Fig.2). È presente un osso lacrimale relativamente grande ed un canale lacrimale che si apre sui lati del rostro. 

### Aspetto
Il corpo è snello con una grossa testa, grandi occhi ed orecchie, gli arti anteriori sono brevi mentre quelli posteriori sono lunghi e robusti. La pelliccia è densa e particolarmente soffice nelle forme montane, più ruvida sulla coda. Il colore varia notevolmente tra le forme. Le zampe anteriori hanno quattro lunghe dita flessibili, mentre i piedi possono avere tre o quattro dita fornite di robusti artigli. La pianta dei piedi è provvista di grossi cuscinetti carnosi. Alcune specie hanno file di setole lungo i bordi interni delle dita, utilizzate principalmente per pettinarsi il pelo. La coda varia in lunghezza, è sempre folta e termina in alcune specie con un ciuffo a spazzola. Il dimorfismo sessuale è accentuato, con le femmine del genere Chinchilla circa il doppio più pesanti dei maschi.

## Distribuzione e habitat
La famiglia comprende roditori terricoli diffusi nelle regioni semi-aride andine e nelle pianure della parte centrale dell'America meridionale.

## Tassonomia
Attualmente sono riconosciuti 3 generi viventi e 3 estinti.
- incertae sedis Eoviscaccia †
- Sottofamiglia Chinchillinae - I piedi hanno quattro dita con artigli smussati.
  - Chinchilla
  - Lagidium
- Sottofamiglia Lagostominae - I piedi hanno tre dita con artigli affilati.
  - Lagostomus
  - Pliolagostomus †
  - Prolagostomus †